# 新華区 (平頂山市)
新華区（しんか-く）は中華人民共和国河南省平頂山市に位置する市轄区。

## 行政区画
- 街道:曙光街街道、光明路街道、中興路街道、砿工路街道、西市場街道、新新街街道、青石山街道、湛河北路街道、西高皇街道、湖浜路街道
- 鎮:焦店鎮